# Feodosia
Feodosia (in russo Феодосия?, Feodosija; in ucraino Феодосія?, Feodosija; in tataro: Kefe), anche nota col nome di Caffa fino al 1804 o Teodosia, è una città portuale della Crimea, ubicata sulla costa del Mar Nero, conosciuta anche come località di villeggiatura. 
In età genovese, come poi in seguito in quella turca ottomana, Caffa fu anche sede di zecca. 
Saranno i russi a cancellarne l'assetto urbanistico medievale, conservato dagli Ottomani al momento della conquista. 
Genova, per ricordare l'importanza di Caffa, ha intitolato due vie cittadine ai due nomi dell'ex colonia: sono via Caffa e via Teodosia, che si incrociano nello stesso quartiere della Foce, tra piazza Alimonda e piazza Tommaseo.

## Storia
La città fu fondata col nome di Teodosia (in greco: Θεοδοσία, Theodosía) dai colonizzatori greci provenienti da Mileto nel VI secolo a.C. Famosa per i suoi ricchi terreni agricoli, dai quali dipendevano i commerci, fu poi distrutta dagli Unni nel frangente delle invasioni barbariche del IV secolo.  
Teodosia restò un villaggio minore per i successivi 900 anni. Fu spesso sotto la sfera d'influenza dei Cazari (scavi archeologici hanno rivelato manufatti cazari databili al IX secolo) e dell'Impero bizantino. 
Come il resto della Crimea, cadde sotto la dominazione dei Kipčaki e fu conquistata dai Mongoli intorno al 1230. Secondo lo storico Wilhelm Heyd, nel 1266 fu Mengu Timur, discendente di Gengis Khan (Khanato dell'Orda d'Oro), a vendere ai mercanti genovesi le terre e gli agglomerati urbani su cui si svilupperà la città di Caffa, accordando loro la licenza di edificarvi case e magazzini per le merci. I Genovesi scelgono, non lontano dal sito dell'antica Teodosia, il villaggio di Kafà, insediamento di pescatori ottimo per posizione costiera.

### Caffa

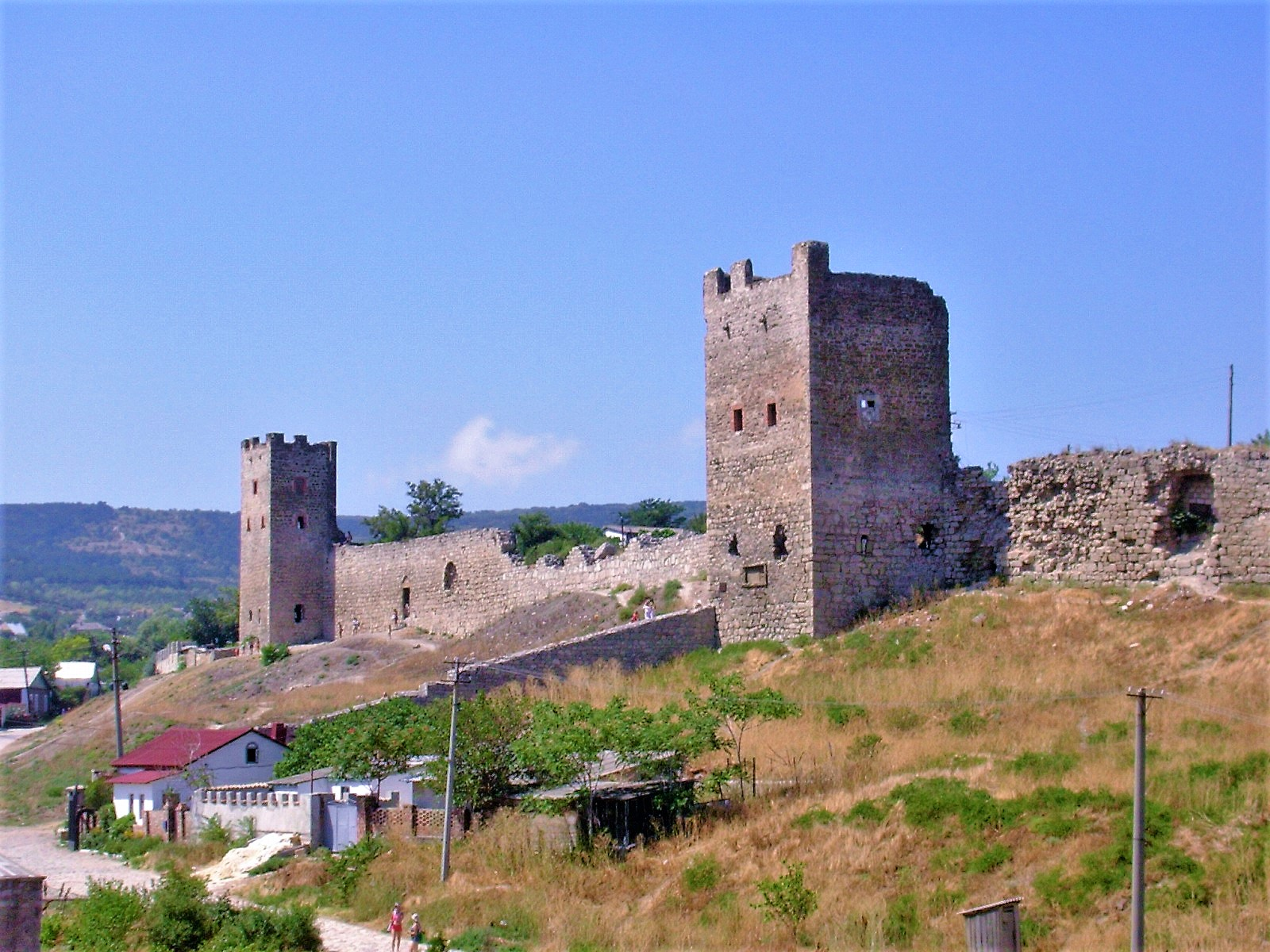
Fortezza genovese di Caffa.

La maggior parte della storiografia data a non prima del 1266 la fondazione genovese di Caffa (che ad oggi rimane, di fatto, oscura) anche se qualche fonte riferisce di una presenza stabile già alcuni anni prima. A partire da questo momento numerose altre colonie genovesi nascono e si sviluppano in tutta la Crimea e la regione, secondo Nikolai Murzakevic, arriverà a contare ben un milione di abitanti.
La colonia genovese, e a seguire tutti gli altri insediamenti che per circa 200 anni le orbitano attorno, chiamati collettivamente Gazaria, avrà alterne vicende, più o meno note; ricordiamo il maggio del 1308, quando dopo otto mesi di assedio da parte del Khan Tokta, i Genovesi danno alle fiamme la città per non lasciarla al sovrano tartaro loro avverso, e fuggono per mare, per poi tornare (non molto tempo dopo) con il successore Uzbek Khan.
Caffa, la "Regina del Mar Grande" (Mar Nero), è nota anche per i funesti accadimenti di un altro assedio: come ha scritto Michel Balard "la prima guerra biologica è nata tra il 1346 e il 1347 sotto le mura di una colonia genovese sulle rive del Mar Nero". Sono infatti gli assedianti di Caffa, con a capo il Khan Ganī Bek, che, poco tempo prima di vedersi costretti a togliere l'assedio dalla città, flagellati dal morbo delle pulci portatrici della peste nera che viene dall'Oriente e ha già colpito Tana passando per Saraj ed Astrachan', gettano con le catapulte cadaveri infetti all'interno delle mura. I cafioti si affretteranno a gettarli in mare, ma invano: le pulci e la Yersinia pestis seguiranno i mercanti che lasciano il porto diretti verso l'Occidente, ed un terzo della popolazione d'Europa sarà falcidiata dalla pandemia della peste nera.

### Gli ottomani:Kefe
Questa parte dell'immenso mondo coloniale genovese, di cui Caffa fu uno dei centri nevralgici, avrà fine solo con l'invasione turca ottomana; il comandante ottomano Gedik Ahmet, infastidito dalle continue iniziative genovesi locali di intervento negli affari interni del Khanato di Crimea, vassallato turco, conquistò la città nel 1475; in quell'anno la flotta di Keduk-Ahmet-Pascià entra in Caffa, venduta dal Comune al Banco di San Giorgio da ormai una ventina d'anni, in seguito al blocco del Bosforo seguente la caduta dell'Impero romano d'Oriente, il 1º giugno 1453.
La città prese come nome ufficiale quello di lingua turca, Kefe, e divenne una delle più importanti città portuali turche sul Mar Nero, pur avendo perso la propria posizione di centro di rilievo continentale.
Dal punto di vista amministrativo Kefe dipendeva da Pera ed era governata da un console genovese facente le funzioni prima dei consoli, podestà e capitani del popolo della madrepatria, poi, nella sostanza, quelle dogali.
Si può affermare senza timori che, tipologicamente, non vi fosse merce che non transitasse per il suo porto, non in ultimo gli schiavi (di cui Kefe divenne uno dei principali mercati).
In quanto a investimento di capitali fu uno degli empori commerciali più ricchi e vivaci del tardo medioevo europeo, con un declino che inizierà solo con la frammentazione politica dell'Asia centrale e la conseguente crisi della sicurezza dei trasporti fra il Mar Nero e la Cina.

### Il dominio russo
Il dominio ottomano cessò quando il crescente Impero russo conquistò l'intera Crimea nel 1783. 
Venne rinominata Feodosija nel 1804: il nome è un adattamento slavo dell'antico nome greco. 
Qui nacque l'Aviazione Russa, che ora fa parte delle nuove forze armate russe denominate Vooružёnnye Sily Rossijskoj Federacii.
Feodosia venne conquistata due volte dai nazisti durante la seconda guerra mondiale e ciò portò danni significativi. 
Nel 1954, insieme al resto della Crimea, venne trasferita sotto il controllo amministrativo della Repubblica Socialista Sovietica Ucraina.

## Economia e società
La moderna Feodosia è un popolare centro di villeggiatura e conta una popolazione di 85 000 abitanti. La popolazione è a maggioranza russa e la lingua ucraina è usata relativamente poco.
Vi si trovano spiagge, ed è rinomata per i suoi bagni nel fango e per i centri benessere. La montagna Planernaja è  utilizzata dagli amanti del parapendio. Oltre al turismo, le risorse economiche sono l'agricoltura e la pesca ed esistono industrie ittiche, di produzione di birra e di conserve. 
Nel 2006, Feodosia fece notizia relativamente alla protesta crimeana anti-NATO.

## Amministrazione

### Gemellaggi
Feodosia è gemellata con:
- Charkiv, dal 1996
- Samara, dal 1997
- Ptolemaida, dal 2002
- Stavropol', dal 2002
- Kursk, dal 2002
- Donec'k, dal 2002
- Distretto di Ševčenko, dal 2003
- Mykolaïv, dal 2003
- Provincia di Bergamo, dal 2003
- Azov, dal 2006
- Kołobrzeg, dal 2007
- Orientale (distretto di Mosca), dal 2007
- Severodvinsk, dal 2008
- Armavir (città), dal 2008
- Ascalona, dal 2010
- Kronštadt, dal 2010
- Alušta, dal 2011
- Armavir (Russia), dal 2013
- Ul'janovsk, dal 2014
- Šadrinsk, dal 2014
- Kamensk-Ural'skij, dal 2014